# Peder Oluf Pedersen
Peder Oluf Pedersen, född 19 juni 1874 i Sig vid Varde, död 30 augusti 1941 i Köpenhamn, var en dansk elektrotekniker.
Pedersen blev cand.polyt. (byggnadsingenjör) 1897, docent i svagströmselektroteknik (telegrafi och telefoni samt trådlös telegrafi och telefoni) vid Den polytekniske Læreanstalt i Köpenhamn 1909, professor 1912 samt var från 1922 nämnda läroanstalts direktör. Han arbetade från 1899 tillsammans med Valdemar Poulsen först på dennes uppfinning telegrafonen och senare på Poulsenbågen och dess användning till trådlös telegrafi. Han utförde en lång rad vetenskapliga arbeten; av dessa kan i första hand nämnas hans undersökningar över Poulsenbågen, genom vilka han gav teorin för dess verkningssätt. Vidare undersökningar om mikrofoner och en rad arbeten om elektriska urladdningar, dels de så kallade Lichtenbergska figurerna och dels elektriska gnistor; till användning vid dessa arbeten utarbetade han en metod för mätning av så korta tidsrum som omkring 10-8 sek. 
Pedersen blev 1920 ordförande för den statliga tillsynen över de koncessionerade telefonbolagen; vidare var han ordförande för Elektroteknisk Forening och för Dansk Ingeniørforening. Han blev 1917 ledamot av Videnskabernes Selskab och invaldes 1924 som utländsk ledamot av svenska Ingenjörsvetenskapsakademien samt blev 1936 utländsk ledamot av svenska Vetenskapsakademien i Stockholm. 
Pedersen mottog 1928 H.C. Ørsted-medaljen av Selskabet for Naturlærens Udbredelse och 1930 IEEE Medal of Honor. Av hans skrifter kan nämnas: Telefonledningernes teori (1914), Om Poulsen-buen og dens teori (1917), The Propagation of Radio Waves (1927) samt en rad avhandlingar om Lichtenbergfigurerna och elektriska gnistor (från 1919) i Videnskabernes Selskabs Meddelelser.

## Utmärkelser
- Förtjänstmedaljen i guld,  1913[2]
- Dannebrogsmännens hederstecken,  1922[2]
- H.C. Ørsted-medaljen,  1928[2]
- Hedersdoktor vid Köpenhamns universitet,  1929[2]
- IEEE Medal of Honor,  1930[3]
- Kommendör av första graden av Dannebrogorden,  1936[2]

[Redigera Wikidata]